# ريوجي موتشيزوكي
ريوجي موتشيزوكي (باليابانية: 望月 竜次) (6 سبتمبر 1988 في يايزو في اليابان – )؛ هو لاعب كرة قدم ياباني سابق كان يلعب كمدافع.

## وصلات خارجية
- ريوجي موتشيزوكي على موقع رابطة كرة القدم اليابانية للمحترفين (اليابانية)
- ريوجي موتشيزوكي على موقع قاعدة بيانات كرة القدم.إي يو (الإنجليزية)